# محسن نقوی
محسن نقوی پژوهشگر ایرانی-آمریکایی و استاد علوم سنجش سلامت در دانشگاه واشینگتن است. او از برترین پژوهشگران پراستناد (h> 100) بر اساس وب سنجی است.